# Manania atlantica
Manania atlantica is een neteldier uit de klasse Staurozoa. 
Het dier komt uit het geslacht Manania en behoort tot de familie Depastridae. Manania atlantica werd in 1962 voor het eerst wetenschappelijk beschreven door Berrill.